# SN 2003hs
SN 2003hs – supernowa typu Ia odkryta 31 sierpnia 2003 roku w galaktyce UGC 11149. W momencie odkrycia miała maksymalną jasność 18,80m.